# ابنوب
ابنوب شهر و شهرستانی در استان اسیوط مصر است. 

## منبع
ویکی‌پدیای عربی، ۲۱ مارس ۲۰۰۷.